# Samir Azzouz
Pour les articles homonymes, voir Azzouz.
Samir Azzouz, né le 27 juillet 1986 à Amsterdam, est un terroriste djihadiste néerlandais d'origine marocaine. 
S'étant réjoui des attentats du 11 septembre 2001 à l'âge de quinze ans, le jeune garçon suit les pas de ses amis de quartier dont Mohammed Bouyeri et fréquente la mosquée Tawheed d'Amsterdam. Suivant un islam radical, Azzouz est plusieurs fois arrêté avant d'être remis en liberté pour manque de preuves. Âgé à peine de dix-huit ans,  il se revendique être affilié à Al Qaïda.
Le 14 octobre 2005, il est arrêté lors d'une opération policière menée à Leyde après avoir préparé un attentat contre l'avion Israel Airlines à l'aéroport d'Amsterdam-Schiphol. Condamné à neuf ans d'emprisonnement, il est incarcéré à Nieuw Vosseveld, avant d'être transféré à la prison de plus haute sécurisée de Vught, le 20 septembre 2012 à la suite d'une nouvelle intervention policière dans sa cellule, préparant une nouvelle fois un attentat en direct de sa cellule, communiquant avec ses codétenus en langages codé.

## Biographie

### Origines et jeunesse
Samir Azzouz naît et grandit à Amsterdam-West de parents marocains. Il étudie dans le lycée Cartesius HAVO. Il finit par arrêter l'école sans empocher de diplôme. Mohammed Bouyeri est un ami d'enfance de Samir. Ils vont très souvent ensemble à la mosquée Tawheed d'Amsterdam pour pratiquer l'islam radical. 
En janvier 2003, Samir tente de rejoindre la Tchétchénie pour combattre l'armée russe aux côtés des musulmans tchétchènes. La police ukrainienne arrête Samir et son commando et les renvoie aux Pays-Bas. Dès son retour aux Pays-Bas, il épouse la Néerlandaise convertie à l'islam Abida van Domburg alias Abida Kabbaj.

### Première arrestation
Le 17 octobre 2003, Azzouz, âgé alors de 19 ans, est arrêté par la police néerlandaise avec quatre autres complices pour la raison de préparer un attentat. Lors de l'enquête, la police découvre un couteau et du sel aux côtés de quelques produits pouvant fabriquer des explosifs. À la suite d'une enquête de l'AIVD, l'un des quatre complices est revenu du Pakistan après s'être entraîné dans les camps d'Al-Qaïda. Les enquêtes mènent également à l'arrestation d'un homme de nationalité espagnole, intensivement recherché au Maroc pour avoir perpétré les attentats de Casablanca du 16 mai 2003.
Azzouz et les quatre complices sont finalement relâchés pour manque de preuves. Il n'y a eu aucun procès.

### Deuxième arrestation
Le 30 juin 2004, Azzouz est de nouveau arrêté par la police à la suite d'un braquage qui a lieu dans le supermarché où il travaille, à Rotterdam. Selon le Ministère public, Azzouz est un complice des braqueurs et y aurait joué un rôle. Lorsque la police mène une enquête à son domicile, ils retrouvent des plans de stratégie de plusieurs bâtiments aux Pays-Bas, des armes automatiques et une bouteille remplie de produits chimiques.
À la suite de la découverte, il est soupçonné d'avoir eu un rôle dans le braquage et de préparations d'attentats contre l'aéroport Amsterdam-Schiphol, la deuxième chambre, le centrale nucléaire de Borssele et le bâtiment du ministère de la défense.

### Premier procès
Le ministère public réclame à l'encontre de Samir Azzouz une peine de sept ans d'emprisonnement. Le tribunal finit par acquitter Azzouz pour les préparations des attentats. Il purge quand même une peine de trois mois d'emprisonnement pour les armes retrouvées dans son domicile. Il n'est finalement pas poursuivi pour les braquages qui ont eu lieu dans son supermarché. Après trois mois, il est relâché.
Le ministère public finit par faire un appel à la décision. Ils réclament six ans et neuf mois d'emprisonnement à l'encontre de Samir Azzouz. Le 18 novembre 2005, Samir Azzouz se présente à la cour de justice de La Haye. Le cour prouve que Azzouz avait bel et bien des intentions terroristes, mais qu'elles étaient "précoces, maladroites, primitives" et qu'il n'y avait aucune menace. Le 17 septembre 2007, Azzouz est condamné à quatre ans de prison pour tentative de meurtre.

### Troisième arrestation et deuxième procès
Le 14 octobre 2005, Azzouz est arrêté une troisième fois par la police fédérale, cette fois-ci à Leyde. Lors de son arrestation, Azzouz étudiait en tant que technicien de laboratoire médical à la haute école de Leiden. L'arrestation a lieu sur la rue de son école, en plein milieu de ses collègues. L'arrestation a été faite en coordination entre l'AIVD et la police, dans laquelle sept autres complices sont également arrêtés à La Haye, Almere, Amsterdam et Leiden.
L'AIVD explique qu'il y avait des preuves concrètes sur une préparation d'attentats contre des politiciens et le bâtiment de l'AIVD à Leidschendam. Les enquêtes révèlent également que les sept individus étaient en attente de recevoir les armes et les matériaux pour passer à l'attaque. Selon l'AIVD, Azzouz cherchait à obtenir 10 kalachnikovs, deux pistolets et dix ceintures explosives. Selon un informaticien, Azzouz cherchait à commettre un attentat contre l'avion Israel Airlines à l'aéroport d'Amsterdam-Schiphol.
Le 16 novembre 2005, Mohammed Reha, le djihadiste belge le plus recherché de Belgique est arrêté au Maroc. Il affirme que Samir Azzouz aurait refusé de participer à un commando djihadiste basé en Belgique pour préparer un attentat suicide aux Pays-Bas.
Le 31 octobre 2005, la haute école de Leiden déclare que l'étudiant est définitivement exclu de l'école. Quelques mois plus tard, le 24 avril 2006, le ministère public révèle qu'Azzouz faisait partie d'une autre organisation terroriste, notamment le Piranhagroep (nl). Azzouz est ensuite défendu par l'avocat Victor Koppe.
Le 14 septembre 2006, le programme d'actualité NOVA partage une vidéo d'Azzouz, parlant en arabe avec des fusils en arrière-plan. Le 1er décembre 2006, la cour de justice condamne Azzouz à une peine de huit ans d'emprisonnement pour avoir planifié un attentat. Il est incarcéré à la prison de Nieuw Vosseveld.
Le 20 septembre 2012, Azzouz est arrêté en prison pour avoir planifié un attentat terroriste en direct de sa cellule. Il aurait communiqué avec ses codétenus en langage codé, ayant pour but de fabriquer des explosifs.

### Ouvrages
Cette bibliographie est indicative.
 : document utilisé comme source pour la rédaction de cet article.
- (en) Arjan Erkel, The Evolution of the Global Terrorist Threat, Bruce Hoffman et Fernando Reinares, 2007, 318 p. (ISBN 978-90-5018-870-8)